# نوربرتو رافو
نوربرتو رافو (اسپانیایی: Norberto Raffo‎؛ ۲۷ آوریل ۱۹۳۹ – ۱۶ دسامبر ۲۰۰۸ (aged 69)) بازیکن فوتبال اهل آرژانتین بود.

## باشگاهی
از باشگاه‌هایی که در آن بازی کرده‌است می‌توان به باشگاه اتلتیکو ایندپندینته، باشگاه فوتبال راسینگ کلوب آویاندا، باشگاه فوتبال بانفیلد، و باشگاه فوتبال لانوس اشاره کرد.

## تیم ملی
وی همچنین در تیم ملی فوتبال آرژانتین بازی کرده‌است.